# Dorra Mahfoudhi
Dorra Mahfoudhi (arabisch درة محفوظي, DMG Durra Maḥfūẓī; * 7. August 1993) ist eine tunesische Leichtathletin, die sich auf den Stabhochsprung spezialisiert hat. Sie wurde 2018 Afrikameisterin und siegte 2011 und 2019 bei den Afrikaspielen, womit sie zu den erfolgreichsten Stabhochspringerinnen des Kontinents zählt.

## Sportliche Laufbahn
Erste internationale Erfahrungen sammelte Dorra Mahfoudhi bei den 2010 erstmals ausgetragenen Olympischen Jugendspielen in Singapur, bei denen sie mit übersprungenen 3,45 m den fünften Platz im B-Finale belegte. Im Jahr darauf siegte sie mit 3,40 m bei den Juniorenafrikameisterschaften in Gaborone und anschließend auch mit 3,60 m bei den Afrikaspielen in Maputo. Zudem gewann sie bei den Panarabischen Spielen in Doha mit 3,65 m die Silbermedaille hinter der Marokkanerin Nisrine Dinar. 2012 gewann sie bei den Afrikameisterschaften in Porto-Novo mit 3,40 m die Bronzemedaille hinter ihrer Landsfrau Syrine Balti und Juanita Stander aus Südafrika. 2013 wurde sie bei den Islamic Solidarity Games in Palembang mit 3,65 m bzw. 4,88 m Vierte und Fünfte im Stabhoch- und Weitsprung. Im Jahr darauf gewann sie bei den Afrikameisterschaften in Marrakesch mit 3,70 m erneut die Bronzemedaille, diesmal hinter Balti und Dinar. Auch bei den Afrikaspielen 2015 in Brazzaville musste sie sich Balti höhengleich geschlagen geben, stellte mit 4,10 m aber auch einen neuen Spielerekord auf.
2016 gewann sie bei den Afrikameisterschaften in Durban mit 3,80 m Silber hinter Balti und 2017 siegte sie bei den Arabischen Meisterschaften in Radès, mit 4,15 m. 2018 wurde sie bei den Mittelmeerspielen in Tarragona mit 4,11 m Sechste und siegte anschließend mit 4,10 m bei den Afrikameisterschaften in Asaba. Beim Continental-Cup in Ostrava belegte sie mit einer Höhe von 4,00 m den sechsten Platz. Im Jahr darauf verteidigte sie bei den Arabischen Meisterschaften in Kairo mit 4,00 m ihren Titel. Ende August steigerte sie bei den Afrikaspielen in Rabat ihre Bestleistung auf 4,31 m und stellte damit einen neuen Spielerekord auf und sicherte sich damit die Goldmedaille. 2021 siegte sie mit 3,90 m bei den Arabischen Meisterschaften im heimischen Radés und im Jahr darauf gewann sie bei den Afrikameisterschaften in Port Louis mit 3,70 m die Silbermedaille hinter der Südafrikanerin Mirè Reinstorf. 2023 siegte sie mit 3,90 m bei den Arabischen Meisterschaften in Marrakesch. Im Jahr darauf musste sie sich bei den Afrikaspielen in Accra mit 3,70 m erneut nur der Südafrikanerin Mirè Reinstorf geschlagen geben, wie auch bei den Afrikameisterschaften im Juni in Douala mit 3,90 m. 2025 siegte sie bei den Arabischen Meisterschaften in Oran mit 3,85 m im Stabhochsprung und belegte mit der tunesischen 4-mal-100-Meter-Staffel in 49,72 s den vierten Platz.
In den Jahren 2013 und von 2021 bis 2024 wurde Mahfoudhi tunesische Meisterin im Stabhochsprung.

## Persönliche Bestleistungen
- Stabhochsprung: 4,31 m, 27. August 2019 in Rabat (tunesischer Rekord)
- Weitsprung: 4,88 m (0,0 m/s), 25. September 2013 in Palembang